# Урваново
Урва́ново (рос. Урваново) — присілок у складі Туринського міського округу Свердловської області.
Населення — 21 особа (2010, 24 у 2002).
Національний склад населення станом на 2002 рік: росіяни — 96 %.